# 進め!ドリフターズ
『進め!ドリフターズ』（すすめ ドリフターズ）は、1968年1月9日から同年7月9日までTBS系列局（一部を除く）で放送されていたTBS製作のバラエティ番組である。トクホン本舗（鈴木日本堂＝現・トクホン）の一社提供。全27回。放送時間は毎週火曜 19:30 - 20:00 （日本標準時）。

## 概要
土曜12:15枠で放送の『ドリフターズドン!』に続いて企画されたザ・ドリフターズの冠番組で、彼らのゴールデンタイム初の主演番組となった。内容は、ドリフが演じる失業中の5人組が毎回さまざまな仕事に就くも、失敗を繰り返して失業するという、笑いとペーソスを織り込んだコントが主体。他にゲストによる歌のコーナーもあった。収録は東京都内にある公会堂で行われていた。
コント中、いかりや長介が下げている笛が自身の肋骨に突き刺さるという事故が起き、いかりやは高熱を出して入院してしまったため、わずか半年で番組は一旦同タイトルでの放送を終了。同時間帯でしばらく水前寺清子とコント55号をメインにした『チータ55号』を放送した後、同年12月に『突撃!ドリフターズ』と題して再開した。

## 出演者

### レギュラー
- ザ・ドリフターズ

### ゲスト
- 梓みちよ
- 青島幸男
- ジュディ・オング
- 宍戸錠
- 玉川良一
- 宮城千賀子
- 中尾ミエ
- 奥村チヨ
- 坊屋三郎(第10回)
- 木の実ナナ
- 真理アンヌ
- 水前寺清子
- 中村晃子
- 藤田まこと
- 獅子てんや・瀬戸わんや
- 小山ルミ
- 園まり
- 人見明
- ほか

## 放送リスト
| 回 | 放送日 （1968年） | サブタイトル             |
| -- | ----------------- | ------------------------ |
| 1  | 1月9日            | その家をブッこわせ！     |
| 2  | 1月16日           | 五匹のガンマン           |
| 3  | 1月23日           | オリンピック㊙作戦       |
| 4  | 1月30日           | 旅役者五人衆             |
| 5  | 2月6日            | 分教場は大騒ぎ           |
| 6  | 2月13日           | 艶姿五人男               |
| 7  | 2月20日           | 温泉旅館の火事さわぎ     |
| 8  | 2月27日           | 006は二度笑う            |
| 9  | 3月5日            | おいらのヒットパレード   |
| 10 | 3月12日           | 外人部隊砂漠を行く       |
| 11 | 3月19日           | シンデレラは生きてれラァ |
| 12 | 3月26日           | イカリヤ式料理法         |
| 13 | 4月2日            | お見事！武芸十八番       |
| 14 | 4月9日            | （不明）                 |
| 15 | 4月16日           | ぼくらのコンサートホール |
| 16 | 4月23日           | 私道をゆく砂金取り       |
| 17 | 4月30日           | 嵐を呼ぶよ海賊船         |
| 18 | 5月7日            | 腹ペコ健康法             |
| 19 | 5月14日           | ちびっこタレント募集中！ |
| 20 | 5月21日           | 日劇で大あばれ！         |
| 21 | 5月28日           | 日劇でまたまた大あばれ！ |
| 22 | 6月4日            | 古城の秘宝               |
| 23 | 6月11日           | 南海のガードマン         |
| 24 | 6月18日           | ハッケヨイヨイ強化合宿   |
| 25 | 6月25日           | 花嫁さん募集中           |
| 26 | 7月2日            | ハレンチゲーム大会       |
| 27 | 7月9日            | ハレンチもこれでおしまい |

## 備考
ネット局の朝日放送は当時TBS系列に属していたが、土曜18:00枠での遅れネットを行っていた。当時同局は土曜19:30枠を自社製作ドラマ『部長刑事』の放送に使用しており、代わりに土曜19:30枠の『新春グランド歌合戦』→『お笑い頭の体操』をこの火曜19:30枠を使ってネットしていたためである。

## 参考資料
1. ↑  番組表

- 毎日新聞縮刷版[どれ?]